# Brentwood
Brentwood je město ve Spojených státech amerických. Nachází se v okrese Contra Costa County ve státě Kalifornie. Ve městě žije přibližně 64 tisíc obyvatel a jeho rozloha činí 38,3 km². Leží ve východní části San Francisco Bay Area jižně od města Oakley a jihovýchodně od Antiochu. 
Od 90. let 20. století slouží zejména jako předměstí San Francisca, nicméně do té doby bylo významným centrem zemědělství v regionu, když se v okolí typicky pěstovaly třesně, kukuřice či broskve. Od roku 1990 se populace znásobila, v roce 2000 zde žilo teprve 23 302 obyvatel. Město leží v nadmořské výšce přibližně 24 m n. m. Oficiálně je Brentwood městem od roku 1948. Nachází se v oblasti na hranici středomořského a semiaridního podnebí, přičemž leží ve srážkovém stínu hory Mount Diablo. V roce 2020 tvořili asi 51 % obyvatel běloši, 27 % Hispánci, 13 % Asiaté a 7 % Afroameričané.